# Touch (album Amerie)
Touch – drugi, studyjny album amerykańskiej wokalistki R&B, Amerie, wydany dnia 26 kwietnia 2005 roku w Stanach Zjednoczonych. Album promowany był przez dwa single; zdobywcę szczytu notowania Hot R&B/Hip-Hop Songs "1 Thing" (znany także z remiksu wykonanaego wspólnie z Eve) oraz "Touch" wyprodukowanego przez rapera Lil Jona. Krążek zadebiutował na pozycji #5 amerykańskiej listy Billboard 200 ze sprzedażą w postaci 124.000 egzemplarzy w pierwszym tygodniu od daty premiery. Album został odznaczony certyfikatem złotej płyty cztery miesiące od dnia premiery sprzedając się w nakładzie 500.000 sztuk. Album uzyskał również dwie nominacje do nagrody Grammy m.in. w kategorii Najlepszy album R&B.

## Lista utworów
1. "1 Thing" (Amerie Rogers, Rich Harrison, Stanley Walden) – 3:58
2. "All I Need" (Amerie Rogers, Dexter Wansel, Rich Harrison) – 3:10
3. "Touch" (Amerie Rogers, Craig Love, James "L Roc" Phillips, Jonathan Smith, LaMarquis Mark Jefferson, Sean Garrett) – 3:38
4. "Not the Only One" (Amerie Rogers, Andre Gonzalez, Bryce Wilson, Makeda Davis, Simon Johnson) – 3:45
5. "Like It Used to Be" (Amerie Rogers, Rich Harrison) – 3:39
6. "Talkin’ About" (Amerie Rogers, Rich Harrison) – 4:20
7. "Come with Me" (Rich Harrison) – 3:34
8. "Rolling Down My Face" (Amerie Rogers, Rich Harrison, Roy Ayers) – 3:33
9. "Can We Go" (featuring Carl Thomas) (Amerie Rogers, Carl Thomas, Bink, Maurice White, Philip Bailey) – 3:29
10. "Just Like Me" (Amerie Rogers, Andre Harris, Jason Boyd, Ryan Toby, Sunshine Anderson, Vidal Davis) – 3:46
11. "Falling" (Amerie Rogers, Andy Thelusma) – 4:58
12. "1 Thing" (Remix featuring Eve) (Amerie Rogers, Eve Jeffers, Rich Harrison, Stanley Walden) – 4:18
13. "Why Don’t We Fall in Love" (Richcraft Remix) (Rich Harrison) – 3:36

- Edycja europejska

Wydany 16 maja 2005
14. "Man Up" (featuring Nas) (Nasir Jones, Simon Johnson, Andre Gonzales, Elizabeth Wyce, Michael Quatro, L. Kinshkon) – 3:38
- Edycja japońska

Wydany 27 kwietnia 2005
14. "I’m Coming Out" – 3:31
- Edycja DualDisc

Wydany 15 lipca 2005
Zawiera DVD posiadające wywiad, teledysk oraz utwór, który nie pojawił się na trackliście albumu:
1. Wywiad
2. Behind-the-Scenes Footage from "1 Thing" and "Touch" Music Videos
3. "1 Thing" (videoclip)
4. "Touch" (videoclip) (featuring T.I.)
5. "Man Up" (featuring Nas)
6. "Touch" (remix featuring T.I.)

## Produkcja
- Główni producenci: Dorsey James, Lenny "Linen" Nicholson, Amerie Rogers
- Producenci: Rich Harrison, Lil Jon, Dre & Vidal, Bryce Wilson, Red Spyda
- Producent wokalny: Ryan Toby
- Inżynierowie dźwięku: David Ashton, Scotty Beats, Jim Caruana, Vincent Dilorenzo
- Asystenci inżynierów: Alan Masor, Flip Osman, José Juan Sánchez, Bram Tobey
- Mix: Vincent Dilorenzo, John Frye, Rich Keller, Tony Maserati, Gary Noble
- A&R: Lenny "Linen" Nicholson
- Projekt: Susanne Cerha
- Dyrektor artystyczny: Ellen To
- Fotografie: Michael Biondo

## Pozycje na listach
| Lista sprzedaży (2005)               | Najwyższa pozycja |
| ------------------------------------ | ----------------- |
| Australia ARIA Albums Chart          | 57                |
| Francja Albums Chart                 | 59                |
| Japonia Oricon Albums Chart          | 13                |
| Szwajcaria Albums Chart              | 83                |
| UK Albums Chart                      | 28                |
| USA Billboard 200                    | 5                 |
| USA Billboard Top R&B/Hip-Hop Albums | 3                 |